# Теорема Пікара — Лінделефа
Теорема Пікара — Лінделефа — математична теорема про існування і єдиність розв'язку задачі Коші для звичайного диференціального рівняння першого порядку.

## Твердження
Нехай маємо звичайне диференціальне рівняння:
{\displaystyle y'(t)=f(t,y(t)),\quad y(t_{0})=y_{0}.}
Нехай функція у правій частині {\displaystyle f:\Pi \to \mathbb {R} } визначена у деякому прямокутнику {\displaystyle \Pi :=\{(t,y)\in \mathbb {R} ^{2}:|t-t_{0}|\leqslant a,|y-y_{0}|\leqslant b\}} є неперервною по першому аргументу і задовольняє умову Ліпшіца щодо другого аргументу, тобто існує додатне число L, що для будь-яких точок (t, y*) і (t, y**) з прямокутника {\displaystyle \Pi } виконується умова:
{\displaystyle |f(t,y^{*})-f(t,y^{**})|\leqslant L|y^{*}-y^{**}|.}
Тоді на відрізку {\displaystyle t\in [t_{0}-\epsilon ,t_{0}+\epsilon ],} де {\displaystyle \epsilon :=\min \left(a,{\frac {b}{M}}\right),\,M:=\max _{(t,y)\in \Pi }|f(t,y)|} задача Коші має єдиний розв'язок.